# Hombres de la cueva de los ciervos
El hombre de la cueva del ciervo rojo (también llamado hombre de la cueva de los ciervos o más brevemente hombre del ciervo rojo) es el nombre dado a los individuos de la población prehistórica más reciente que no se asemeja a los humanos modernos. Los fósiles datan de entre los 14 500 y los 11 500 años de antigüedad y fueron encontrados en la cueva del ciervo rojo en China. Tienen una mezcla de características arcaicas y modernas y actualmente se la considera como una especie separada de los humanos actuales que se extinguió sin haber contribuido a la genética de los humanos modernos del este de Asia.
Los restos indican que cocinaban ciervos grandes en la cueva, y es esto lo que da nombre a la cueva y a la población de homínidos.

## Descubrimiento

Mandíbulas del hombre de la cueva de los ciervos.

En 1979, se encontró un fragmento de cráneo en una cueva de la localidad de Longlin, en la Región Autónoma Zhuang de Guangxi, en el sur de China. Se hallaron más restos humanos en excavaciones en torno a Maludong (cueva del ciervo rojo) en la provincia de Yunnan.
Los fósiles de la cueva fueron datados por radiocarbono como de hace entre 14 500 y 11 500 años. Esto los convierte en la especie humana de desaparición más reciente, dada la fecha de desaparición del Neanderthal (hace c. 28 000 años en el sur de la península ibérica). En cuanto a Homo floresiensis, en la Isla de Flores, según las dataciones de 2016 se habría extinguido hace entre 60 000 y 100 000 años, y no a los 18 000 años iniciales dados por los descubridores.

## Anatomía
A pesar de su edad relativamente reciente, los fósiles tienen características de los seres humanos más primitivos. Los habitantes de la cueva del ciervo rojo tenían las siguientes características distintivas que difieren de los humanos modernos: cara plana, nariz ancha, que sobresale de la mandíbula sin barbilla, grandes molares, cejas prominentes, cráneo de huesos gruesos, y de tamaño cerebral moderado.

## Estatus de especie propia
A pesar de que las características físicas de los hombres de la cueva del ciervo rojo mostraban que podrían ser de una especie prehistórica humana no descubierta, los científicos que realizaron el descubrimiento y análisis de los restos se mostraron reticentes en clasificarlos como una especie separada; Chris Stringer, del Natural History Museum de Londres propuso también la posibilidad de que fueran el resultado de la hibridación entre sujetos de la especie del homínido de Denisova y Homo sapiens. Otros científicos han sugerido que las diferencias físicas observadas podrían ser simplemente fruto de la diversidad que se espera en las poblaciones humanas. Los intentos de extracción de ADN de los restos han sido hasta el presente infructuosos, y solo esto podría aclarar la relación con los humanos modernos.